# Montgaillard (Hautes-Pyrénées)
Montgaillard is een gemeente in het Franse departement Hautes-Pyrénées (regio Occitanie) en telt 724 inwoners (1999). De plaats maakt deel uit van het arrondissement Bagnères-de-Bigorre.

## Geografie
De oppervlakte van Montgaillard bedraagt 9,7 km², de bevolkingsdichtheid is 74,6 inwoners per km².

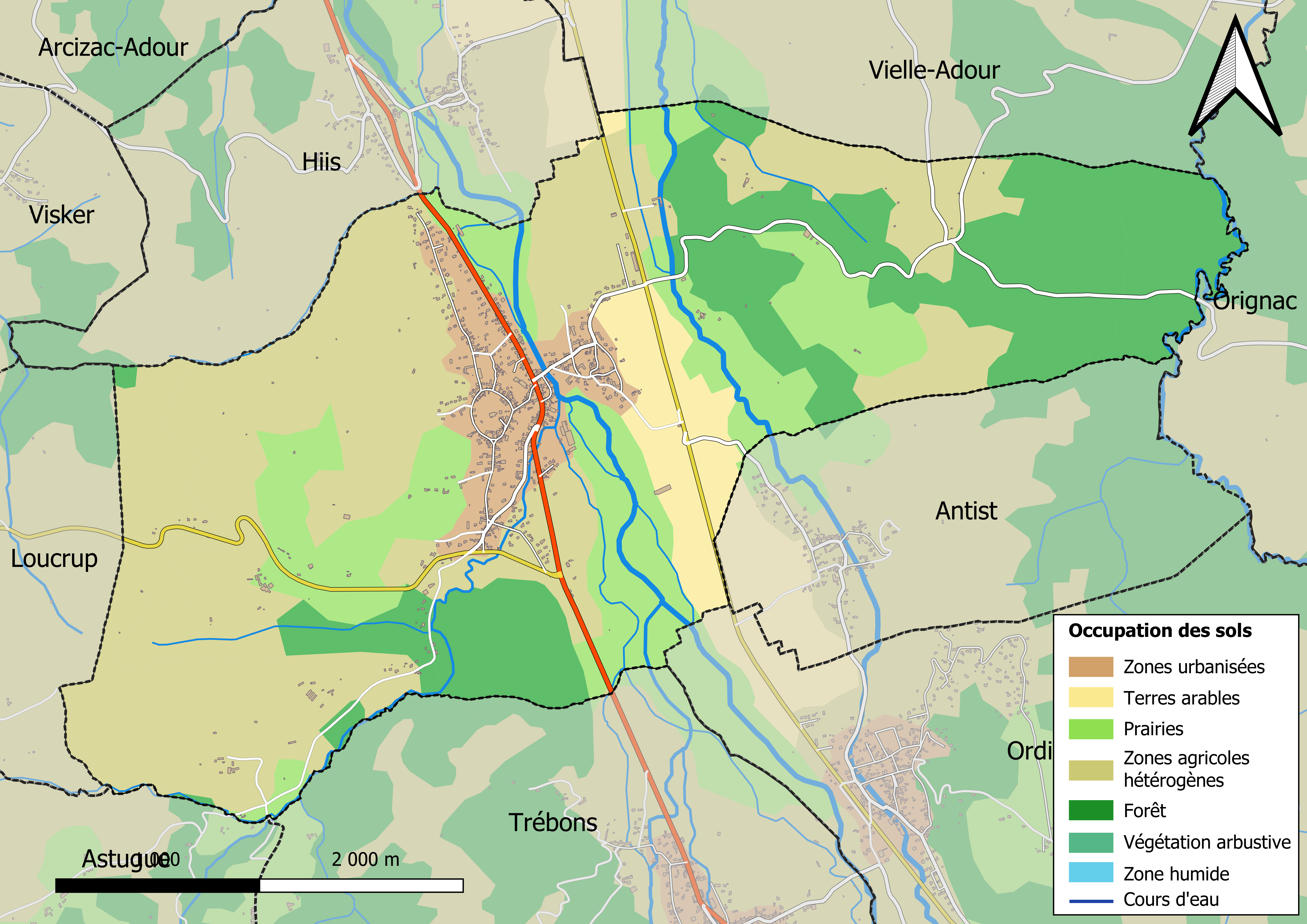
Kaart van de gemeente met belangrijkste infrastructuur, bodemgebruik en omliggende gemeenten

## Demografie
Onderstaande figuur toont het verloop van het inwonertal (bron: INSEE-tellingen).

1. ↑  Populations de référence 2022.